# Goregaon
Goregaon è una suddivisione dell'India, classificata come census town, di 6.868 abitanti, situata nel distretto di Raigad, nello stato federato del Maharashtra. In base al numero di abitanti la città rientra nella classe V (da 5.000 a 9.999 persone).

## Geografia fisica
La città è situata a 18° 09' 31 N e 73° 16' 40 E.

## Società

### Evoluzione demografica
Al censimento del 2001 la popolazione di Goregaon assommava a 6.868 persone, delle quali 3.415 maschi e 3.453 femmine. I bambini di età inferiore o uguale ai sei anni assommavano a 799, dei quali 412 maschi e 387 femmine. Infine, coloro che erano in grado di saper almeno leggere e scrivere erano 5.414, dei quali 2.860 maschi e 2.554 femmine.